# جيف ليتش
جيف ليتش (بالإنجليزية: Jeff Leach)‏ هو محامي وسياسي أمريكي، ولد في 10 يونيو 1982 في بلينو في الولايات المتحدة. حزبياً، نشط في الحزب الجمهوري. وقد انتخب عضو مجلس نواب تكساس.

## وصلات خارجية
- الموقع الرسمي